# Tanagura
Tanagura (jap. 棚倉町 Tanagura-machi) – miasto w Japonii, na wyspie Honsiu, w prefekturze Fukushima. Według danych na rok 2020 miejscowość zamieszkiwało 13 343 mieszkańców , a gęstość zaludnienia wyniosła 83,4 os./km².